# روبن سانز
روبن سانز (انگلیسی: Rubén Sanz؛ زادهٔ ۳۰ آوریل ۱۹۸۰) بازیکن فوتبال اهل اسپانیا است.
از باشگاه‌هایی که در آن بازی کرده‌است می‌توان به باشگاه فوتبال آلکورکون اشاره کرد.